# Ross Canyon
Ross Canyon är en undervattenskanjon i Antarktis. Den ligger i havet utanför Västantarktis. Nya Zeeland gör anspråk på området.